# Žuta ptičja noga
Žuta ptičja noga (ptičonoga sploštena, lat. Ornithopus compressus), vrsta jednogodišnje biljke iz roda ptičja noga, porodica mahunarki. Raširena je po zemljama Mediterana uključujući i Hrvatsku, Maroko, Alžir i Tunis, a uvezena i u Australiju i Južnu Ameriku (Čile).